# Salpingothrips aimotofus
Salpingothrips aimotofus är en insektsart som beskrevs av Kudo 1972. Salpingothrips aimotofus ingår i släktet Salpingothrips och familjen smaltripsar. Inga underarter finns listade i Catalogue of Life.